# Эффект знакомства с объектом
Эффект знакомства с объектом — это психологический феномен выражения симпатии к объекту только на основании имеющегося знакомства с ним. В социальной психологии этот эффект иногда называют принципом панибратства.

## Исследования
Самые ранние известные исследования по влиянию эффекта были проведены Густавом Фехнером в 1876 году.
Эдвард Б. Титченер также задокументировал эффект и описал, что чувствовал тепло внутри в присутствии чего-то знакомого. Однако гипотеза Титченера была опровергнута: после испытаний результаты показали, что усиление предпочтений к объектам не зависят от субъективных впечатлений индивида о том, знаком он с этими объектами или нет. Отказ от гипотезы Титченера стимулировал дальнейшие исследования и развитие современной теории. Самый известный разработчик эффекта знакомства с объектом — Роберт Зайонц.

### Зайонц (1960—1990)
Роберт Зайонц рассказал о своей находке в одной авторитетной статье в 1968 году. Он представил два вида доказательств существования эффекта знакомства с объектом. Первый вид доказательств был корреляционным. Было установлено, что существует связь между частотой появления определённых раздражителей и их оценочных значений. Например, Зайонц сообщил, что слова с положительным, а не отрицательным смыслом, имеют более высокую частоту использования в литературе, журналах и других публикациях. Таким образом, слово «довольно» используется чаще, чем «некрасивые». Аналогичные результаты были получены с цифрами, буквами и другими нейтральными раздражителями. Однако данное доказательство является корреляционным, поэтому невозможно сказать, что частота стимула является причиной положительного значения или же положительное значение вызывает стимул чаще использовать слова или буквы. Чтобы решить проблемы, связанные с корреляционным доказательством, Зайонц также представил экспериментальные доказательства. Он провел эксперимент и показал, что слова, а также фотографии лица оценивают более благоприятно после того, как их показали участникам. С тех пор исследователи экспериментально зафиксировали лишь силу воздействия с помощью различных раздражителей, в том числе простых и сложных рисунков, картин, простых и сложных тональных последовательностей, композиций, геометрических фигур, еды, запахов и фотографий людей.

### Гетзингер (1968)
Чарльз Гетзингер  провел эксперимент, используя эффект знакомства с объектом на своём классе в Орегонском государственном университете. В класс пришел ученик в большом чёрном мешке, из-под которого были видны только ноги. Этот студент сидел за столом в конце класса. Эксперимент был направлен на то, как студенты будут относиться к чёрному мешку в соответствии с эффектом, который вывел Зайонц. Его гипотеза подтвердилась. Ученики в классе сначала смотрели на чёрный мешок с неприязнью, которая со временем переросла в любопытство, и в конце концов в дружелюбие. Этот эксперимент подтвердил Зайонц. Если студентам показывать чёрный мешок снова и снова, то их отношение к нему изменится. Зайонц утверждал: «Лишь многократное действие индивида, направленное на раздражитель, является достаточным условием для изменения его отношения к нему».

### Золя-Морган (2001)
Проводились опыты на обезьянах. Обезьянам поражали структуру мозга, которая реагирует на эмоциональные раздражители. В этих экспериментах было доказано, что повреждения амигдалы негативно влияют на функционирование аффективных, но не познавательных процессов. Однако поражения гиппокампа (структуры мозга, ответственной за память) ухудшают когнитивные функции, но при этом оставляют эмоциональные реакции полностью функциональными.

## Применение

### Реклама
Самое очевидное применение эффекта знакомства с объектом выявлено в рекламе. Исследования были направлены на улучшение отношения потребителей к определённой компании и продукции.
В одном исследовании проверяли воздействие эффекта с помощью рекламного баннера, который появлялся на экране компьютера. Исследование проводилось на студентах, которым предложили прочитать статью на компьютере, в то время как баннеры мелькали в верхней части экрана. Результаты показали, что каждая группа, которая подверглась «испытанию», оценила часто появлявшиеся баннеры выше, чем те, что показывались реже или не показывались вовсе. Данное исследование подтверждает эффект знакомства с объектом.

## Другие направления
Эффект знакомства с объектом существует в большинстве областей принятия решений человеком. Например, многие фондовые трейдеры, как правило, инвестируют ценные бумаги в отечественные компании только потому, что они знакомы с ними, несмотря на то, что международные рынки предлагают аналогичные альтернативы, а иногда даже лучшие. Есть смешанные результаты на вопрос, может ли эффект знакомства с объектом способствовать улучшению отношений между различными социальными группами, когда группы уже имеют негативное отношение друг к другу и дальнейшее воздействие может увеличить их враждебность. Статистический анализ модели голосования выявил, что позиция кандидата оказывает сильное влияние на количество голосов, которые он получит, в отличие от популярности политика. Другой пример — автомобильный журналист утверждает, что его собственный автомобиль — лучший автомобиль в мире, несмотря на то, что он управлял бесчисленным множеством машин.
Ещё один пример — если человек неоднократно видит своего коллегу, у него больше шансов чувствовать влечение и положительно реагировать на него или на неё. Это происходит не потому, что он или она становятся особенно красивыми, остроумными, желанными, а просто потому, что они часто встречаются.